# 칠궁

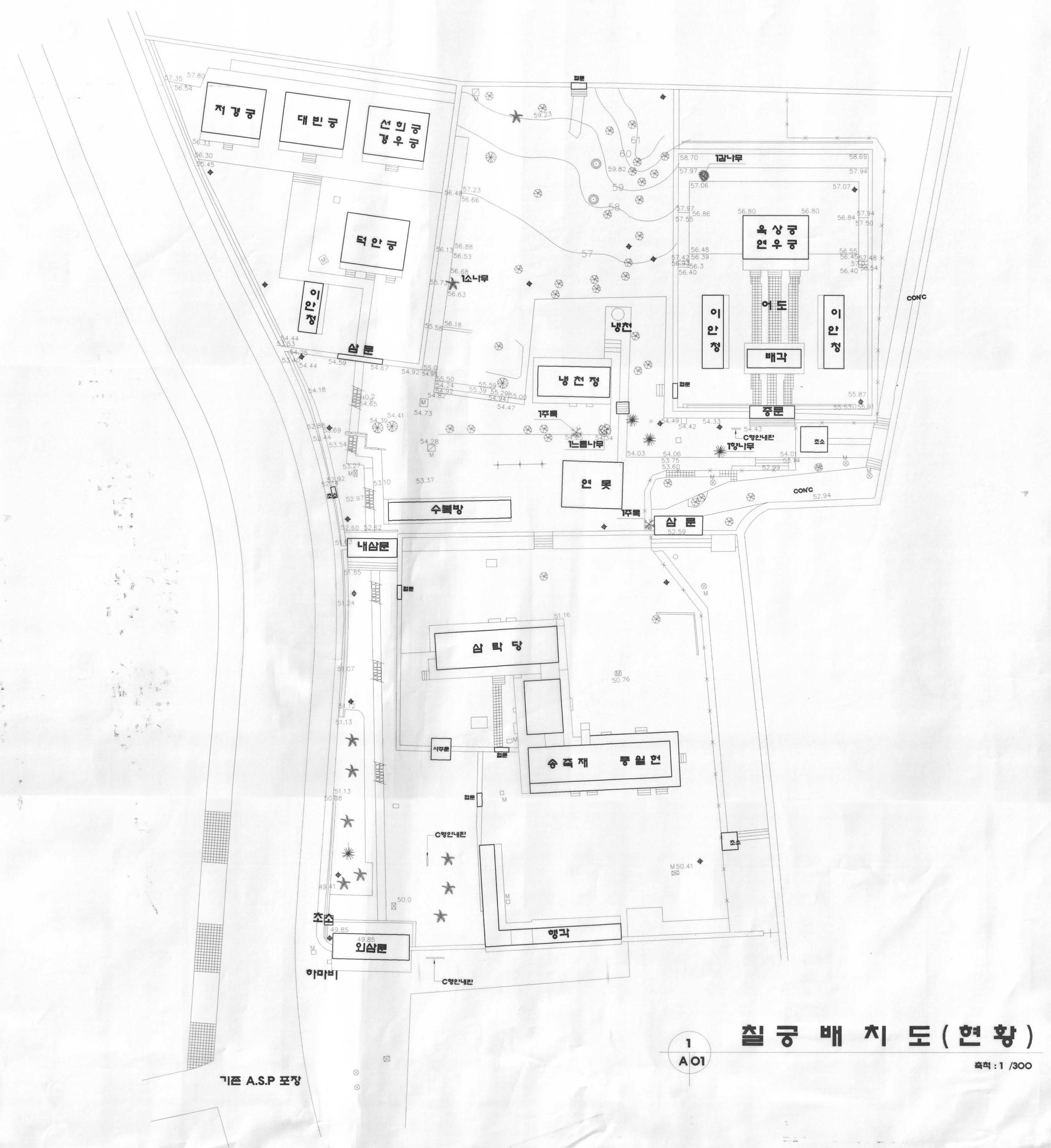
도면 사적 서울 육상궁 칠궁 내 시설물 보수정비공사 칠궁 배치도. (문화재청) 연호궁이 연우궁으로 잘못 기재되었다.

칠궁(七宮)은 대한민국 서울특별시 종로구 궁정동(청와대 내)에 위치한, 조선의 왕들을 낳은 친모이지만 왕비에 오르지 못한 후궁 7인의 신위를 모신 곳이다. 영조가, 후궁 출신인 모친 숙빈 최씨의 신주를 모신 사당 육상궁을 건립한 이후, 역대 왕 또는 왕으로 추존되는 이의 생모인 후궁의 묘를, 옮겨와 합사하게 된 것으로 원래는 1724년(영조 원년)에 지은 육상궁만 있던 터였으나 1908년(순종 2년) 연호궁, 저경궁, 대빈궁, 선희궁, 경우궁이 옮겨왔고 1929년 덕안궁이 들어오면서 7명의 신위를 모시게 되어 칠궁이 되었다. 칠궁 합사는 봉사된 법모와 아울러 사친, 즉 생모에 대한 효를 바탕으로 이루어졌던 것을 알 수 있다.
건물을 둘러싼 정원에는 냉천정(冷泉亭), 초가집으로 된 정자, 늘어진 소나무, 긴 돌로 짠 연못과 축대, 벽돌담 등이 있다. 현재 조선 정궁 경복궁의 뒷쪽에 자리잡고 있다.

## 칠궁을 구성하는 일곱 궁

### 육상궁 (毓祥宮)
조선 숙종의 후궁이며 영조의 생모인 숙빈 최씨의 사당.

### 저경궁 (儲慶宮)
조선 선조의 후궁이며 추존왕 원종의 생모인 인빈 김씨의 신궁이다. 인빈 김씨의 사우 인빈궁은 회현동 사현(私峴)에 있던 송현본궁(松峴本宮)에 이안되었다가 선조의 8남이자 인빈의 출생인 의창군 이광(珖)의 사대손인 여천군(驪川君) 증(璔)의 집으로 옮겨 졌다. 그러나 영조 19년(1743) 인빈 김씨의 의창군(義昌君)과 손자인 낙선군(樂善君)과 한 실에 동봉(同奉)하는 것은 예에 어긋난다는 까닭에 별도로 건립하하였다.
이후 영조 31년(1764)에는 송현궁(松峴宮)에 다시 옮겨지며 저경궁(儲慶宮)으로 개칭하였다. 고종 7년(1870)에 계동의 경우궁 별묘(景祐宮別廟)에 이치(移置)되었다가 융희(隆熙) 2년(1908) 7월 육상궁 경내로 다시 이봉하였다. 저경궁터는 1927년에 경성치과의학전문학교가 세워진다.

### 대빈궁 (大嬪宮)
조선 숙종의 후궁이며 경종의 생모인 희빈 장씨의 신궁이다. 경종 2년(1722) 10월에 중부(中部) 경행방(慶幸坊)에 건립되었으며, 이 때 희빈 장씨도 옥산부대빈으로 추존되었다. 고종 7년(1870) 정월에 육상궁에 합설되었다가 고종 24년(1887) 4월 기존 경행방의 궁에 환봉되었는데, 융희 2년(1908) 7월에 다른 궁들과 마찬가지로 신위를 육상궁 내 현재의 위치로 이봉하였다. 대빈궁 터는 1913년에 경성측후소가 세워진다.

### 연호궁 (延祜宮)

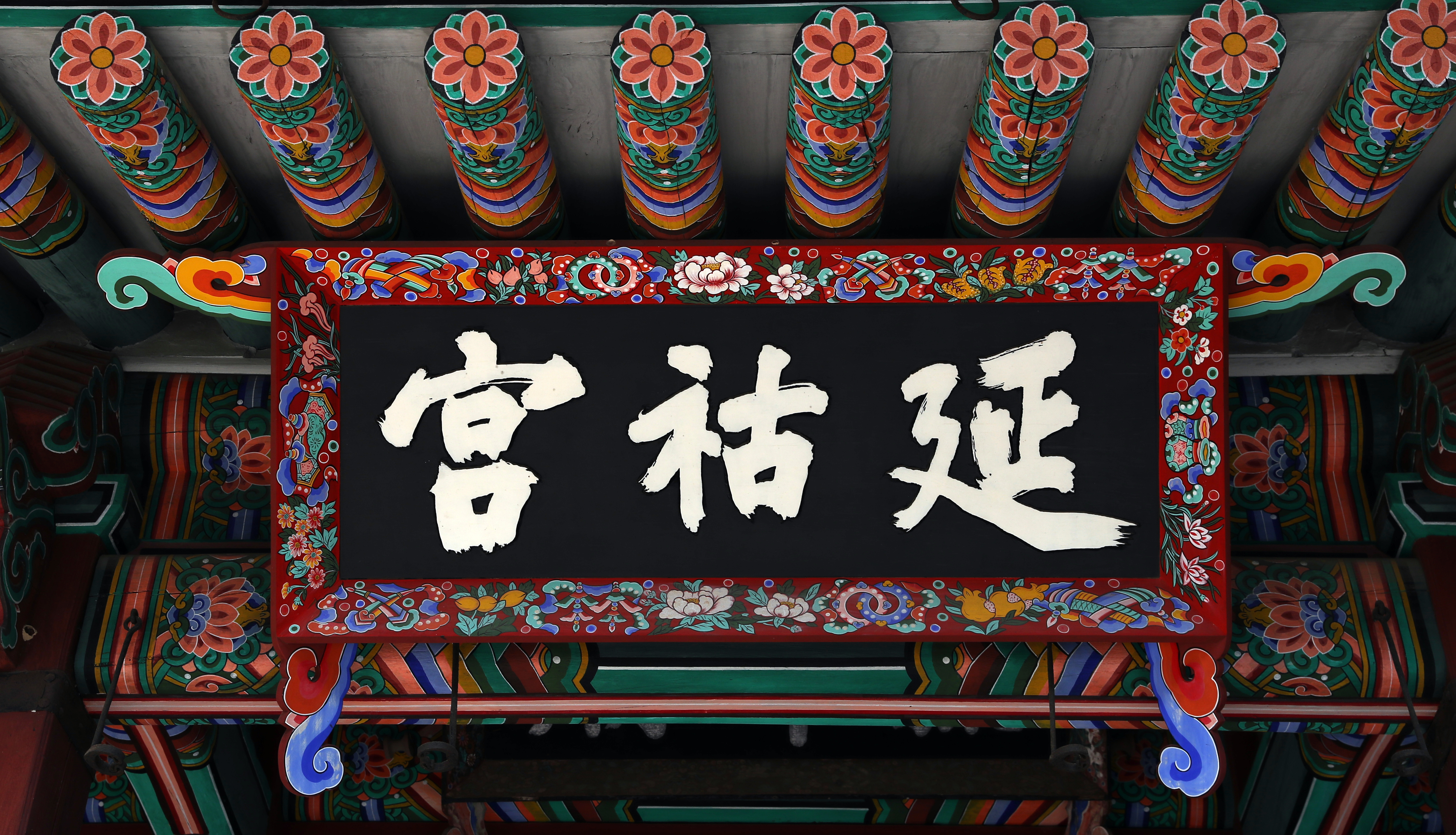
연호궁 현판

조선 영조의 후궁이며 추존왕 진종(효장세자)의 생모인 정빈 이씨의 신궁이다. 건립연대는 알 수 없지만 정조 즉위 후 진종을 추존하면서 경복궁 동쪽 터에 할머니의 사당을 지어 제사를 드리고 연호궁이라 불렀다. 이 때 연호궁은 북부 순화방에 위치하여 육상궁의 수궁 내관 및 수복에 겸하였다. 현재는 육상궁 건물에 숙빈 최씨와 함께 신위가 모셔져 있다. 고종 7년(1870) 정월에 육상궁에 합설되어있다가 융희(隆熙) 2년(1908) 7월 육상궁 경내에 완전히 자리잡는다.

### 선희궁 (宣禧宮)
조선 영조의 후궁이며 추존왕 장조(사도세자)의 생모인 영빈 이씨의 신궁이다. 처음에는 의열의 익호를 추존받아 의열묘(義烈墓)로 불렸는데, 정조 12년(1788)에 선희(宣禧)라 개명하였다. 고종 7년(1870) 정월에 육상궁에 합설되어있다가 건양(建陽) 2년(1897)에 환봉되고, 융희(隆熙) 2년(1908) 7월에는 다시 육상궁 경내 경우궁을 합설하며 옮겨진다. 육상궁에 이봉하기 전 선희궁은 북부(北部) 순화방(順化坊)에 있었는데 구한 말 현신교동(現新橋洞) 일번지(一番地)로 맹아 학교터가 세워졌다가 1912년 고아원인 총독부 제생원 양육부가 세워진다. 
선희궁터는 서울특별시 유형문화재 제32호로 지정되었고 건물이 일부 남아있다.

### 경우궁 (景祐宮)
조선 정조의 후궁이며 순조의 생모인 수빈 박씨의 신궁이다. 처음에는 창덕궁 내 전각에 봉안하며 현사궁(顯思宮)이라 하다가, 순조 24년(1824)에 상의 기간이 끝남에 따라 별묘(別廟)를 세워 경우궁(景祐宮)이라 하고 이듬해 2월 신주를 봉안하였다. 경우궁은 북부 양덕방에 있는 용호궁(龍虎營) 터에 세워졌는데 현재의 종로구 계동이며 강남으로 이전하기 전의 휘문고등학교 운동장자리이다. 2023년 현재 현 순이네 가게자리이다
갑신정변때 개화당이 고종 부부를 임시로 경우궁에 옮긴 적이 있는데 고종이 경복궁으로 이어한 후인  고종 23년(1886) 봄에 경우궁 이어 공사를 시작한다. 융희(隆熙) 2년(1908) 7월 육상궁 경내에 합설하여 칠궁을 이룬다. 경우궁 터에는 1910년 경성부립 순화병원이 세워진다.

## 갤러리

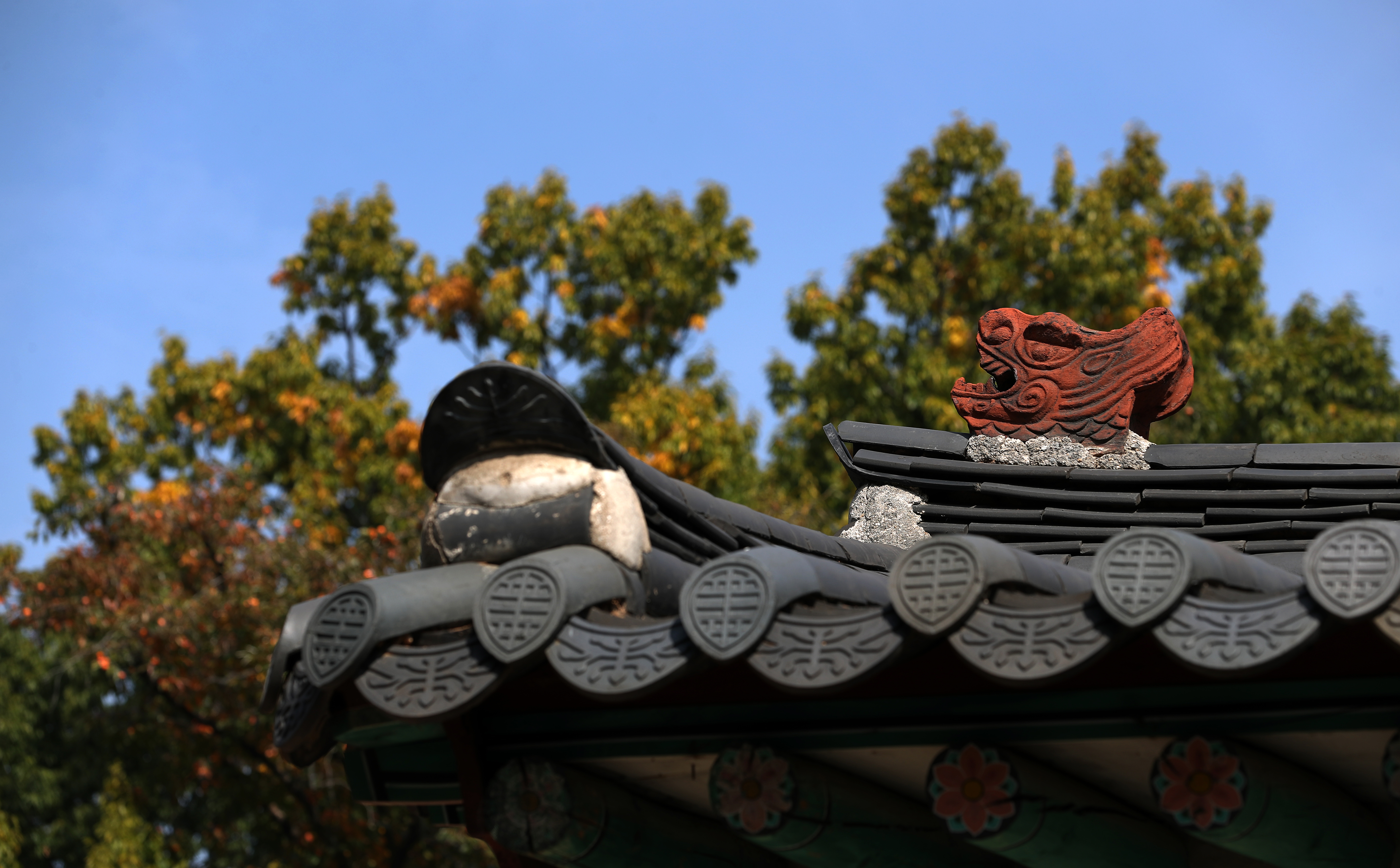
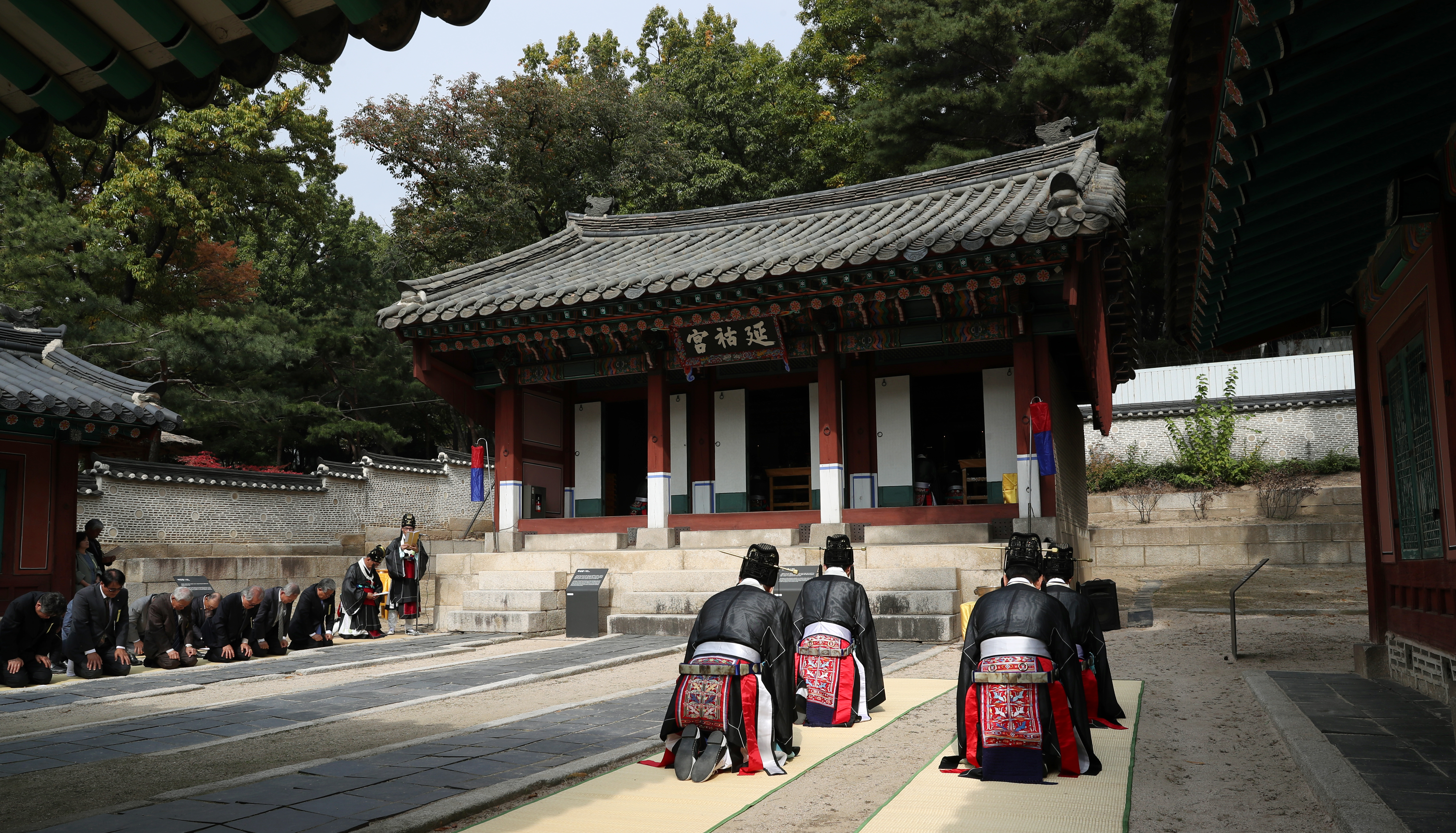
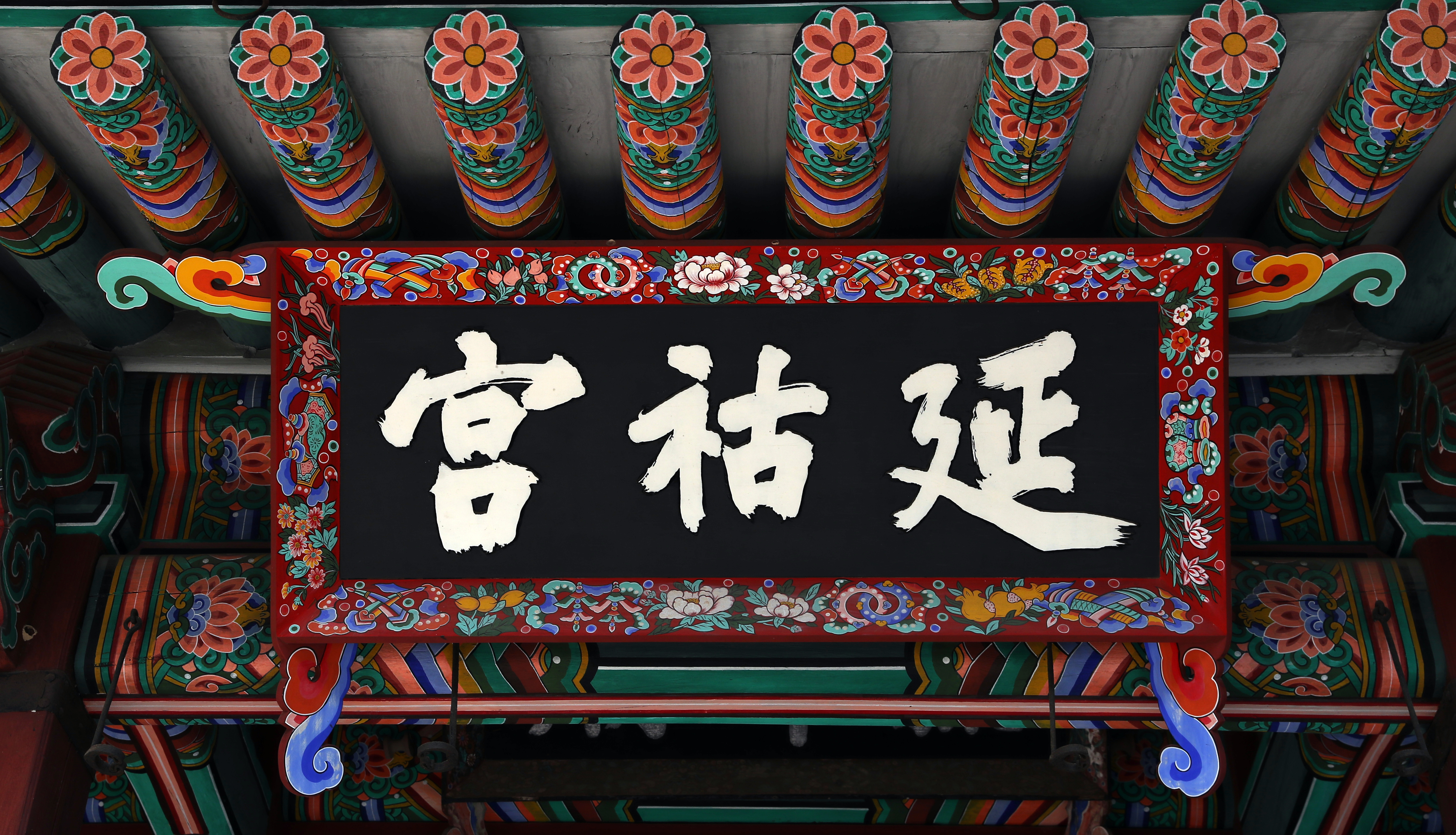

### 덕안궁 (德安宮)

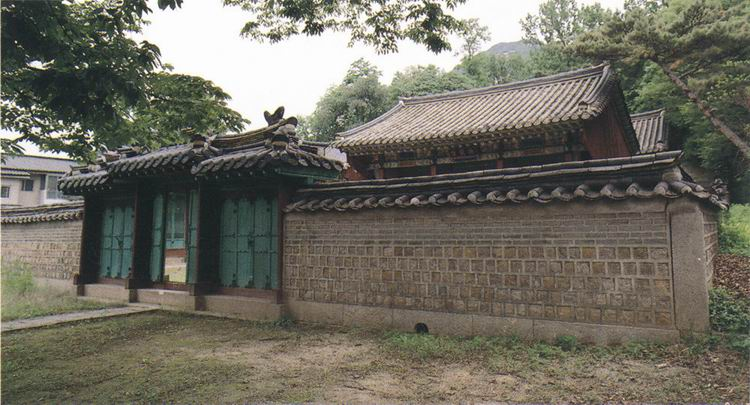
덕안궁외경

대한제국 고종의 후궁이며 영친왕의 생모인 순헌황귀비의 신궁이다. 궁인이던 엄씨가 영친왕을 낳으면서 엄씨가 지낼 궁으로 경선궁을 세웠는데, 곧이어 덕안궁으로 개칭하였다. 이후 1913년에 현(現) 태평로 1가 61번지에 새로이 궁을 건립하여 엄씨의 묘우로 정하고 명칭을 마찬가지로 덕안궁이라 하였다. 1929년 7월 11일에는 육상궁 경내에 합설하여 칠궁을 이룬다. 덕안궁이 있던 자리는 1935년 경성부민회관이 세워진다.

## 칠궁에서 폐지된 궁

### 의빈궁(宜嬪宮)
조선 정조의 후궁이며 문효세자의 사친인 의빈 성씨의 사당이다. 1873년(고종 10)에 저경궁, 육상궁, 경우궁, 대빈궁, 연호궁, 선희궁과 함께 ‘궁(宮)’에 속했고 1898년(광무 2)에는 ‘칠궁(七宮)’ 중 한 궁이 되었다. 1908년(융희 2) 7월 23일에 제사 제도가 개정되어 의빈궁(宜嬪宮)은 칠궁 제향에서 제외 되고 신위가 매안되었다. 의빈의 묘소에서는 의소태자와 문효세자의 원소(園所) 예에 따라 일 년에 한 번씩 제사를 지냈다.